# Björnviken, Gästrikland
Björnviken är en sjö i Gävle kommun i Gästrikland och ingår i Skärjån-Hamrångeåns kustomåde. Björnviken ligger i Axmar-Gåsholma Natura 2000-område.